# Neophemula congoensis
Neophemula congoensis là một loài bướm đêm thuộc phân họ Arctiinae, họ Erebidae.